# Стереотомия
Стереотомия (др.-греч. στέρεο — твёрдый, крепкий и τομή — разрезание, рассечение) — в общем значении термина — часть стереометрии, учение о сечении поверхностей.
В истории архитектуры этим словом называли строительство из камня, искусство обрабатывать крупные каменные блоки — квадры. Стереотомия, в частности, — характерное свойство древнегреческой архитектуры, отличающее её от древнеримской (римляне строили из кирпича с последующей мраморной облицовкой). Средневековое название каменщика — латомус (лат. latomus) — имеет аналогичный смысл (др.-греч. λατομέο — вырубать из камня).
Способ кладки из одинаковых каменных блоков называется изодомией, или исодомом (др.-греч. ίσος — равный, одинаковый и δομής — ряд камней). Выдающийся теоретик искусства архитектор Готфрид Земпер назвал искусство стереотомии одним из начальных типов технической деятельности человека и отличал это понятие от тектоники — строительства из дерева. Этому различию соответствуют понятия, сложившиеся в древнерусском искусстве: зодчий (строитель из камня) и тектон (плотник). Согласно Земперу, бревенчатый сруб представляет собой результат тектонического формообразования, каменная кладка — стереотомического.
Однако в современной теории формообразования, в теории тектоники связь и различие названных терминов определяются сложнее. Архитектурные конструкции и формы меняются, взаимодействуют, морфология исторически усложняется от простых конструкций к более сложным. Например, в истории архитектуры французского классицизма термин «стереотомия» стал «своеобразной визитной карточкой национальной школы».